# Reakcja Cruma
Reakcja Cruma – reakcja chemiczna, z grupy analitycznych reakcji charakterystycznych redoks, zachodząca w dość ostrych warunkach, dzięki której wykryć można obecne w roztworze związki manganu na +II i +IV stopniu utlenienia, takie jak jony Mn2+ oraz MnO2. Do jej wykonania używa się silnych utleniaczy: tlenku ołowiu(IV) (PbO2) lub Pb3O4.

## Sposób wykonania testu

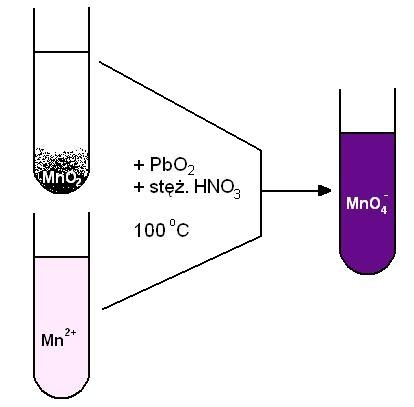
Schemat wykonania testu Cruma

Do probówki z niewielką ilością stałego tlenku manganu(IV) (MnO2) lub około 1 ml roztworu jonów Mn2+ (lekko różowy lub bezbarwny, zależnie od stężenia) dodać nieco PbO2, około 2 ml stężonego kwasu azotowego (HNO3) i ogrzać do wrzenia. Zawartość probówki należy utrzymać we wrzeniu jeszcze przez co najmniej 1 minutę. Ostudzić. Po ostudzeniu, dopełnić probówkę wodą destylowaną (ewentualnie odwirować, gdyż łatwiej będzie poczynić obserwacje) i obserwować zabarwienie roztworu. Roztwór przybiera fioletowe zabarwienie.
W opisanym doświadczeniu zachodzi następująca reakcja:
- jeżeli użyto roztworu jonów Mn2+:

2Mn2+(lekko różowy/bezbarwny) + 5PbO2 + 4H+ → 2MnO4− (fioletowy) + 5Pb2+ + 2H2O
- jeżeli użyto stałego MnO2:

2MnO2 (brunatno-czarny) + 3PbO2 + 4H+ → 2MnO4− (fioletowy) + 3Pb2+ + 2H2O
Niekiedy zamiast PbO2 używa się tlenku podwójnego PbO2 ∙ 2PbO (czyli Pb3O4) zwanego minią. Jest to pomarańczowy proszek, nierozpuszczalny w wodzie (podobnie jak PbO2). Dzięki zawartości ołowiu na (+IV) stopniu utlenienia zarówno PbO2, jak i Pb3O4 mają w kwaśnych roztworach silne właściwości utleniające.
W przypadku użycia minii, reakcję można przedstawić następująco:
- jeżeli użyto roztworu jonów Mn2+:

2Mn2+(lekko różowy/bezbarwny) + 5Pb3O4 + 24H+ → 2MnO4− (fioletowy) + 15Pb2+ + 12H2O
- jeżeli użyto stałego MnO2:

2MnO2 (brunatno-czarny) + 3Pb3O4 + 16H+ → 2MnO4− (fioletowy) + 9Pb2+ + 8H2O